# دائرة فحص
دائرة فحص هي إحدى الدائرتين المُشكلتين لإقليم الفحص أنجرة إلى جانب دائرة أنجرة، تقع بمنطقة جبالة، جهة طنجة تطوان الحسيمة، شمال المملكة المغربية. تضم الدائرة ثلاث جماعات قروية، وبلغ عدد سكانها 33،712 فرداً سنة 2014 حسب الإحصاء الرسمي للسكان والسكنى. تطل الدائرة شمالاً على البحر الأبيض المتوسط، وتحدها غرباً عمالة طنجة أصيلة، بينماً تُحد بدائرة أنجرة من الجنوب والشرق.

## التقسيمات الإداريّة
تعتبر دائرة أنجرة إحدى الدوائر المشكّلة لإقليم الفحص أنجرة، وهو التقسيم الإداري من المستوى الرابع المعتمد في المغرب. تنقسم دائرة فحص إلى 3 جماعات قروية تختلف من حيث السكان والمساحة، والتي بدورها تنقسم إلى مشيخات تضم عدداً من الدواوير.
| الجماعة القروية | المشيخات | الدواوير | عدد السكان (2014) | المساحة (كم²) |
| --------------- | -------- | -------- | ----------------- | ------------- |
| البحراويين      | 2        | 11       | 8،465             | –             |
| القصر الصغير    | 2        | 16       | 12،997            | 450           |
| ملوسة           | 2        | 17       | 12،250            | –             |